# Yukarıdumanlı, Taşlıçay
Yukarıdumanlı là một xã thuộc huyện Taşlıçay, tỉnh Ağrı, Thổ Nhĩ Kỳ. Dân số thời điểm năm 2011 là 312 người.